# 幸蜀歌
幸蜀歌（越南语：／）是一首長篇敘事詩，是越南女詩人阮氏碧最著名的詩篇。詩歌共1,036句，記錄了1885年咸宜帝出逃的歷史事件，場面跨越了法國、越南、泰國。全詩採用六八體，由喃字寫成。

## 相關連結
- 幸蜀歌 - 維基文庫（越南語） （页面存档备份，存于）
- 幸蜀歌 （页面存档备份，存于）